# ديتر هيلرت
ديتر جيلبرتو هيلرت هو عالم أحياء وعالم معرفي ألماني أمريكي. يركز بحثه على كلية اللغات البشرية كنظام معرفي وعصبي. اشتهر بعمله في علم أعصاب اللغة ومعالجة الجمل في الوقت الفعلي وتطوير اللغة. إنه يفضل الدراسات التطورية المقارنة للإدراك، ويجادل ضد نماذج tablua rasa (يشيرهذا النموذج إلى نظرية جون لوك، الفيلسوف الإنجليزي، الذي كان لأعماله، مثل أعمال روسو، تأثير كبير على الآباء المؤسسين لطبيعتنا. الفكرة المركزية هي أن الإنسان هو أساسًا لوحة بيضاء)، ويفضل النظريات الحسابية للعقل. وُلد هيلرت في فيسبادن-سونينبيرج (ألمانيا الغربية) عام 1956، وهو الابن الثاني لغويدو يواكيم هيلر، وهو مهندس طيران ومدني، وزوجته شارلوت هيلرت، ني هولاند كونز. أمضى شبابه في فيسبادن والتحق بجامعة يوهانس جوتنبرج ماينز وجامعة جوته فرانكفورت أم ماين. تلقى تدريبًا إكلينيكيًا في اللغويات العصبية في كلية الطب الجامعة التقنية الراينية الفستفالية، ألمانيا. حصل هيلرت على شهادته حتى الدكتوراه. وشهادة Priv.-Doz ( هو لقب أكاديمي يُمنح في بعض الجامعات الأوروبية، خاصة في البلدان الناطقة بالألمانية، لشخص يحمل مؤهلات رسمية معينة تدل على القدرة والإذن بتدريس).

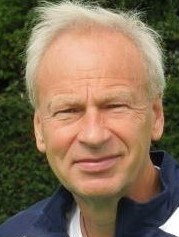
2012 ديتر هيلرت

من جامعة جوته فرانكفورت أم ماين بدأ حياته الأكاديمية كطبيب ما بعد الدكتوراه في علم اللغة العصبي في فرنسا في مركز بول بروكا في باريس، في الولايات المتحدة في جامعة بوسطن ومعهد ماساتشوستس للتكنولوجيا، في كندا في جامعة كيبيك في مونتريال. ثم تم تعيينه محاضرًا في جامعة مانشستر في إنجلترا، واستكمل مسيرته الأكاديمية في جامعة كاليفورنيا سان دييغو في الولايات المتحدة. في الوقت الحاضر، هو أستاذ مساعد في جامعة ولاية سان دييغو. من حين لآخر، يحاضر في اليابان، من بين أمور أخرى، في جامعة كيوتو وجامعة طوكيو. يساهم في علم اللغة من خلال نشر الأبحاث النظرية والتجريبية حول مواضيع مختلفة متعلقة باللغة مثل معالجة الجمل واللغة التصويرية وعلم الدلالات والنحو والتعدد اللغوي والحبسة وتطور اللغة.
حصل على العديد من الجوائز من مؤسسة الكسندر فون همبولت والجمعية اليابانية لتعزيز العلوم.

## الكتب والمجلدات
- Hillert, D. (Ed. 2017). Language Evolution. On the Origin of Lexical and Syntactic Structures. Journal of Neurolinguistics 43 (B), p. 75-274

https://www.sciencedirect.com/journal/journal-of-neurolinguistics/vol/43/part/https
- Hillert, D. (2017). Die Natur der Sprache. Evolution, Paradigmen & Schaltkreise. Heidelberg: Springer. (ردمك 978-3-658-20112-8)
- Hillert, D. (2014). The Nature of Language. Evolution, Paradigms & Circuits. New York: Springer. (ردمك 978-1-4939-0608-6)
- Hillert, D. (Ed. 1998). Sentence Processing: A Cross-linguistic Perspective. Syntax and Semantics 31. San Diego: Academic Press. (ردمك 978-0126135312)
- Hillert, D. (Ed. 1994). Linguistics and Cognitive Neuroscience: Theoretical and Empirical Studies on Language Disorders. Linguistische Berichte 6. (ردمك 978-3531126005)
- Hillert, D. (1990). Sprachprozesse und Wissensstrukturen. Wiesbaden: Westdeutscher Verlag. (ردمك 3-531-12217-7)
- Hillert, D. (1987). Zur mentalen Repräsentation von Wortbedeutungen. Tübinger Beiträge Linguistik 290. Tübingen: Gunter Narr Verlag. (ردمك 3-87808-348-3)

## مقالات ومقالات مختارة
- Hillert, D. (2019). Neurobiology of Language. In K. Shackelford and V.A. Weekes-Shackelford (Eds.) Encyclopedia of Evolutionary Psychological Science. Cham: Springer. http://doi.org/10.1007/978-3-319-16999-6_3334-2
- Hillert D.G. (2017). Nimm’s nicht so wörtlich. In: S. Ayan (Ed.) Rätsel Mensch - Expeditionen im Grenzbereich von Philosophie und Hirnforschung. Heidelberg: Springer(ردمك 978-3-662-50327-0)
- Hillert, D.G. (2012). Figuras retóricas: un reto para el cerebro. Edición española de Scientific American: Mente y Cerebro Nº 55, 38-42. ISSN 1695-0887
- Hillert, D. (2015). On the Evolving Biology of Language. Frontiers in Psychology 6, 1796.https://doi.org/10.3389/fpsyg
- .2015.01796http://doi.org/10.1080/01690960903057006
- Hillert, D.G. (2008). On Idioms: Cornerstones of a Neurological Model of Language Processing. Journal of Cognitive Science 9(2), 193-233. http://hdl.handle.net/10371/7090
- Hillert, D. & Ackerman, F. (2002). Accessing and Parsing Phrasal Predicates. In N. Dehé, R. Jackendoff, A. McIntryre, and S. Urban (Eds.) Verb-Particle Explorations. Berlin, New York: Mouton de Gruyter, p. 289-313. http://doi.org/10.1515/9783110902341
- Hillert, D. & Swinney, D. (2001). The Processing of Fixed Expressions during Sentence Comprehension. In A. Cienki, B.J. Luka, and M.B. Smith (Eds.) Conceptual Structure, Discourse, and Language. Stanford: CSLI, p. 107-121. (ردمك 1575862581)
- Hillert, D. (1992). Semantics and Aphasia: A State-of-the-Art review. Journal of Neurolinguistics 7 (1), 1-43. https://doi.org/10.1016/0911-6044(92)90010-T